# Kakwa
Kakwa és el nom d'una tribu ubicada al nord-oest d'Uganda, pel Sudan meridional i nord-est de la República Democràtica del Congo, propi de la regió del riu Nil. El poble de Kakwa parla una llengua de l'est de l'esmentat riu. Aquesta tribu és dirigida per un grup d'ancians que prenen decisions judicials. És l'única classe de govern centralitzat. L'economia consisteix en el cultiu del blat de moro, mill, patata, tapioca i el bestiar.
L'exdictador Idi Amin d'Uganda, president de 1971 a 1979, va néixer en aquesta tribu, el mateix que el seu pare Andreas Nyabire. Durant el govern d'Idi Amin, els membres de la tribu de Kakwa van tenir importants càrrecs en el govern. Els seus escortes militars pertanyien també a l'esmentada tribu. Després que Amin fos deposat el 1979, molta gent de la tribu de Kakwa va ser assassinada en revenja, causant un èxode a la regió. Actualment, la majoria dels habitants de Kakwa són de confessió cristiana.